# کیندیگودا
کیندیگودا (به لاتین: Kindigoda) یک منطقهٔ مسکونی در سری‌لانکا است که در استان مرکزی (سری‌لانکا) واقع شده‌است.